# Naïma Moutchou
Naïma Moutchou (ur. 4 listopada 1980 w Ermont) – francuska polityk reprezentująca partię La République En Marche! W wyborach parlamentarnych w czerwcu 2017 r. została wybrana do francuskiego Zgromadzenia Narodowego, w którym reprezentuje departament Doliny Oise.